# Serra do Salitre
Serra do Salitre é um município brasileiro do estado Minas Gerais localizado na Mesorregião do Triângulo Mineiro e Alto Paranaíba. Até 1953 era um distrito do município de Patrocínio.

## História
A primeira referência a Serra do Salitre vem do bandeirante Lourenço Castanho Taques que em seu roteiro de 1675, diz: subindo a Cordilheira pelo vale do Rio Bamboí, e no alto até a Samambaia... e daí dividindo com o território dos Araxá, até a Serra do Salitre, seguindo rumo norte até Paracatu.
De fato, como ficou escrito por Castanho Taques, entendemos da anterior passagem de outros bandeirantes pela região, quando registraram a Serra do Salitre como um braço de serra onde se encontravam componentes para a confecção da pólvora, produto tão importante para permitir o enfrentamento aos bravios índios caiapós e posteriormente aos quilombolas que se formaram na região, como o de Ambrosios.
Posteriormente pelos idos dos anos de 1800, Salitre foi o nome do povoado que se formara e que veio a ser hoje a cidade de Patrocínio.
Auguste Saint-Hilaire, em sua obra "Viagem às nascentes do Rio São Francisco e pela província de Goiás 1º v " faz um breve relato do distrito. " Do alto da Serra descortina-se uma vista muito extensa, que mostra ainda imensas pastagens e moitas de árvores dispersas sem ordem: Se essa pequena cadeia tem o nome de Serra do Salitre, não é porque lá se encontre salitre; mas resolveram denominá-la assim, porque existem na vizinhança águas minerais que se julgavam, sem dúvida, carregadas desta substância, e que, como as de Araxá, podem substituir o sal para o gado".
Outro apontamento já em 1839 é da lei 147 de 6 de abril de 1839, sancionada pelo então presidente da Província de Minas Gerais, Bernardo Jacinto da Veiga, que no seu &4° eleva a Distrito de Paz o Curato de São Sebastião da Serra do Salitre, cujas divisas ficaram assim demarcadas: ....desde o Rio São João, incluída a Fazenda de Joaquim José Borges, subindo ao Chapadão com todas as vertentes, até a fazenda da Cachoeira do Campo; e voltando à Serra em direitura ao Rio Paranaíba, incluindo a fazenda dos Catulés; e por aquele rio abaixo até o córrego da divisa da fazenda das Barreiras; e por este acima até o capão que serve de divisa com a fazenda da Lagoa Formosa, e voltando o espigão, em direção ao córrego do Engenho; e por este abaixo até a sua barra no Ribeirão do Fortaleza, e subindo por este à sesmaria do Campo Redondo, e pelo rumo desta até alcançar o Chapadão da Serra Negra; e daqui voltando a encontrar a Fazenda Salitre, até rumo do Campestre, e deste ao Córrego do Jacu; e por ele acima ao alto da pedreira; e por esta serra em direitura ao Rio Quebra Anzol, incluindo todas as vertentes daquele ribeirão do Salitre; e pelo referido Quebra Anzol acima até a barra do já mencionado Rio de São João; e por este acima até ganhar a primeira confrontação.
Posteriormente entra em cena o Capitão Luís Manuel Leite que em 1842 aparece na Ata de Reunião da Posse da Primeira Câmara da nova Vila de Patrocínio, e que em 1850 constrói a igreja do Distrito de Serra do Salitre, por ter sido preterido pelo pároco de Santana.
Pela Lei nº 1039 de 12 de dezembro de 1953 foi criado o município de Serra do Salitre, desmembrado do município de Patrocínio, tendo a respectiva instalação se dado em 6 de janeiro de 1954, sendo nomeado intendente Pedro Diniz Romão. Neste processo, Serra do Salitre cedeu parte da área do distrito (de Salitre ao Tijuco) para obter a sua emancipação.

## Geografia
Sua população estimada no último censo em 2008 era de 10.657 habitantes. Seu clima é tropical de altitude observando a variação da temperatura durante o ano. Com invernos frios e secos e verões tépidos e úmidos. A sede do município, está a 1220 metros acima do nível do mar. O município com área de 1298Km2 tem na produção de café seu carro chefe da economia, com cerca de 12.500ha de lavouras de café plantadas e produtividade de 1.500 kg/ha do melhor café produzido no Brasil e exportado pela Cooxupé. Tem ainda importância a produção de batata pela empresa Montesa que emprega cerca de 350 pessoas nesta atividade produtiva. Soja, milho e feijão são outros destaques na produção do Município, bem como a produção de queijo, com rebanho bovino de aproximadamente 57.000 cabeças. Apresenta PIB per capta de aproximadamente R$ 13.000,00/hab, e IDH de aproximadamente 0,80, já que todas as 2.600 residências são atendidas com água tratada e distribuída pela COPASA e rede de esgoto. Com cerca de 1800 matriculas no ensino fundamental, 400 matrículas no ensino médio e 300 matriculas na pré-escola.